# باتريك ميلروز
باتريك ميلروز (Patrick Melrose) هو مسلسل تلفزيوني قصير، تم عرضه سنة 2018 من قبل شبكة شوتايم التلفزيونية، والتلفزيون البريطاني سكاي. يتألف المسلسل من 5 حلقات مستلهمة من سلسلة روايات باتريك ميلروز للكاتب إدوارد سانت أوبين.
يتخذ المسلسل أسلوب الكوميديا السوداوية، ويسخر من الطبقة الارستقراطية من خلال شخصية باتريك ميلروز، والذي يلعب دوره الممثل البريطاني بينديكت كومبرباتش. يجسد بندكت شخصية باتريك سليل أسرة ثرية، ويتتبع المسلسل حياته منذ الطفولة وحتى الشباب، وعلاقته المضطربة مع أبويه، التي أدت لإدمانه المخدرات والكحول، ومحاولاته للتعافي منها.
شارك في تمثيل المسلسل الممثل الأسترالي هوغو ويفنغ، والممثلة الأمريكية جينيفر جيسون لي بدوري والدي باتريك. أخرج الحلقات المخرج الألماني إدوارد بيرغر، ترشح المسلسل لجوائز الغولدن غلوب عن فئة أفضل ممثل لعمل تلفزيوني، وحصل على جائزة ستالايت لأفضل ممثل مساعد في مسلسل.

## وصلات خارجية
- باتريك ميلروز على موقع IMDb (الإنجليزية)
- باتريك ميلروز على موقع ميتاكريتيك (الإنجليزية)
- باتريك ميلروز على موقع روتن توميتوز (الإنجليزية)
- باتريك ميلروز على موقع ليتربوكسد (الإنجليزية)
- باتريك ميلروز على موقع كينوبويسك (الروسية)
- باتريك ميلروز على موقع ألو سيني (الفرنسية)
- باتريك ميلروز على موقع قاعدة بيانات الفيلم (الإنجليزية)